# 蕭亮 (足球運動員)
蕭亮（1987年1月22日—），男，廣東人，香港職業足球運動員，司職守門員，現時效力香港甲組聯賽球會永義地產。

## 球員生涯
蕭亮出生於中國廣東，少年時獲前香港隊名將陳慶榮指導，初出道即效力南華。2008年3月，蕭亮獲提升上南華甲組後備，因南華本地球員人數不足而入選2008年亞協盃的參賽球員名單。2008年，蕭亮「落山」轉投流浪。
2009－2010年度球季，蕭亮加盟升上香港乙組聯賽角逐的地區聯賽球隊屯門，協助球隊取得乙組聯賽亞軍，首次升上甲組角逐。2008－2009年度球季，蕭亮正式在甲組亮相，可惜該季碰上假波疑案。2009年3月31日，屯門普高在對愉園的聯賽，最後7分鐘連失4球，張天德於個人網誌質疑有人打假波並宣佈退出球壇後，蕭亮亦於個人網誌慨歎：「真的好黑暗！」2013/14球季，屯門又因國援李明一記「烏龍頭槌」再次捲起假波醜聞，該季屯門與愉園被禁止參賽。2014年，蕭亮加盟香港超級聯賽球隊標準流浪，地位依然浮沉，所以他亦重拾書本進修讀毅進課程，打算投考紀律部隊。2016年，蕭亮選擇隨原來流浪班底轉投新組成的標準灝天 。於2018年中完成海關訓練課程並正式成為投入工作。

## 國際賽生涯
2013年12月，蕭亮入選香港五人足球集訓隊作長期訓練。

## 外部連結
- 香港足球總會網站球員資料 （页面存档备份，存于）